# Ліниве завантажування (шаблон проєктування)
Ліниве завантажування (англ. Lazy Load) — шаблон проєктування, який покликаний покращити продуктивність шляхом завантаження даних, не одразу, а на вимогу.

## Опис
При завантаженні даних зі сховища у пам'ять необхідно користуватись не тільки даними об'єкту, але і пов'язаних із ним сутностей. Якщо завантажувати усі об'єкти це погано вплине на продуктивність аплікації, особливо у випадках коли ці дані не потрібні.
Даний шаблон пропонує не завантажувати додаткові дані, коли в них немає потреби. Замість цього встановлюється маркер, що дані відсутні та при потребі можуть бути завантажені.
Протилежністю лінивому завантаженню являється жадібне.

## Реалізація
Є чотири основних способи реалізації лінивого завантаження: лінива ініціалізація, віртуальний проксі, контейнер значення та привид. Кожний із цих підходів має свої переваги та недоліки.

### Лінива ініціалізація
Даний підхід використовує спеціальний маркер для перевірки наявності даних. Часто як маркер може виступати нульовий вказівник — null. При звернені до даних перевіряється їх наявність та в разі відсутності відбувається завантаження даних зі сховища.
```
class
 
LazyInitialization

{

	
private
 
Data
 
_data
;

	

	
public
 
Data
 
GetData
()

	
{

		
if
 
(
_data
 
==
 
null
)

		
{

			
_data
 
=
 
_db
.
GetData
();

		
}

		

		
return
 
_data
;

	
}

}

// використання

var
 
obj
 
=
 
new
 
LazyInitialization
();

obj
.
GetData
();
 
// ліниве завантаження

```

### Віртуальний проксі
Даний підхід вимагає, щоб об'єкт приховувався за інтерфейсом. При звернені до об'єкта насправді відбуватиметься звернення до проксі, який завантажує дані та перенаправляє запит реальному об'єкту.
Цей підхід використовує фреймворк EntityFramework.
```
class
 
IUserConfiguration

{

	
bool
 
IsSoundEnabled
 
{
 
get
;
 
set
;
 
}

}

class
 
UserConfiguration
 
:
 
IUserConfiguration

{

	
public
 
bool
 
IsSoundEnabled
 
{
 
get
;
 
set
;
 
}

}

class
 
UserConfigurationProxy
 
:
 
IUserConfiguration

{

	
private
 
UserConfiguration
 
_realUserConfiguration
;

	
public
 
bool
 
IsSoundEnabled
 

	
{

		
get

		
{

			
LoadObjectIfEmpty
();

			

			
return
 
_realUserConfiguration
.
IsSoundEnabled
;

		
}

		
set

		
{

			
LoadObjectIfEmpty
();

			

			
_realUserConfiguration
.
IsSoundEnabled
 
=
 
value
;

		
}

	
}

	

	
private
 
void
 
LoadObjectIfEmpty
()

	
{

		
if
 
(
realUserConfiguration
 
==
 
null
)

		
{

			
_realUserConfiguration
 
=
 
_db
.
GetConfiguration
();

		
}

	
}

}

class
 
User
 

{

	
public
 
string
 
Name
 
{
 
get
;
 
set
;
 
}

	

	
// властивість буде відсутня та завантажена у пам'ять при першому звернені

	
public
 
IUserConfiguration
 
Configuration
 
{
 
get
;
 
set
;
 
}
 
=
 
new
 
UserConfigurationProxy
();

}

// використання

var
 
obj
 
=
 
new
 
User
();

var
 
config
 
=
 
obj
.
Configuration
;
 
// ліниве завантаження

```

### Контейнер значення
Необхідно створити обгортку для об'єкта, яка вміє завантажувати дані у пам'ять. 
У мові C# даний шаблон реалізує клас Lazy.
```
public
 
class
 
ValueHolder
<
T
>

{

	
private
 
T
 
_value
;

	
private
 
readonly
 
Func
<
object
,
 
T
>
 
_factory
;

	
public
 
ValueHolder
(
Func
<
object
,
 
T
>
 
factory
)

	
{

		
_factory
 
=
 
factory
;

	
}

	
public
 
T
 
GetValue
(
object
 
parameter
)

	
{

		
if
 
(
_value
 
==
 
null
)

		
{
		

			
_value
 
=
 
factory
(
parameter
);

		
}

		

		
return
 
_value
;

	
}

}

class
 
UserConfiguration

{

	
public
 
bool
 
IsSoundEnabled
 
{
 
get
;
 
set
;
 
}

}

class
 
User
 

{

	
public
 
string
 
Name
 
{
 
get
;
 
set
;
 
}

	

	
// властивість буде відсутня та завантажена у пам'ять при першому звернені

	
public
 
ValueHolder
<
UserConfiguration
>
 
Configuration
 
{
 
get
;
 
set
;
 
}
 
=
 
new
 
ValueHolder
<
UserConfiguration
>
((
params
)
 
=>
 
_db
.
LoadConfiguration
());

}

// використання

var
 
obj
 
=
 
new
 
User
();

var
 
config
 
=
 
obj
.
Configuration
.
GetValue
(
params
);
 
// ліниве завантаження

```

### Привид
Об'єкт не містить даних (або містить частково), а при першому звернені до нього завантажує себе зі сховища.
```
class
 
UserConfiguration

{

	
private
 
bool
 
_isLoaded
;

	
private
 
bool
 
_isSoundEnabled
;

	

	
public
 
bool
 
IsSoundEnabled
 

	
{

		
get

		
{

			
LoadObjectIfEmpty
();

			

			
return
 
_isSoundEnabled
;

		
}

		
set

		
{

			
LoadObjectIfEmpty
();

			

			
_isSoundEnabled
 
=
 
value
;

		
}

	
}

	

	
private
 
void
 
LoadObjectIfEmpty
()

	
{

		
if
 
(
!
_isLoaded
)

		
{

			
var
 
record
 
=
 
_db
.
Load
();

			

			
_isSoundEnabled
 
=
 
record
.
IsSoundEnabled
;

					
.
 
.
 
.

			

			
_isLoaded
 
=
 
true
;

		
}

	
}

}

class
 
User
 

{

	
public
 
string
 
Name
 
{
 
get
;
 
set
;
 
}

	

	
// властивість буде відсутня та завантажена у пам'ять при першому звернені

	
public
 
UserConfiguration
 
Configuration
 
{
 
get
;
 
set
;
 
}
 
=
 
new
 
UserConfiguration
();

}

// використання

var
 
obj
 
=
 
new
 
User
();

var
 
config
 
=
 
obj
.
Configuration
;
 
// ліниве завантаження

```